# Rushton, Northamptonshire
Rushton är en by och civil parish i kommunen North Northamptonshire i England. Orten har 461 invånare (2011). Byn nämndes i Domedagsboken (Domesday Book) år 1086, och kallades då Ricsdone/Rise(e)tone.